# Mateus Uribe
Andrés Mateus Uribe Villa (Medellín, 21 de marzo de 1991) es un futbolista colombiano que juega como centrocampista en el Atlético Nacional de la Categoría Primera A de Colombia.

## Trayectoria

### Deportivo Español
Comenzó su carrera en el Deportivo Español de la Primera B Metropolitana, club con el cual debutó el 6 de diciembre de 2010 durante un empate de 1 a 1 contra Temperley. Marcó su primer gol el 23 de abril de 2011 en la victoria de 3 a 1 sobre el Comunicaciones.

### Envigado
A inicios de 2012, pasó al Envigado FC con el pase en su poder. Hizo su debut en la Categoría Primera A el 5 de febrero de 2012, en la visita a Independiente Medellín en el Estadio Atanasio Girardot, la cual finalizó con empate de 2 a 2. El 26 de mayo de 2012, en la visita a Deportes Tolima, Uribe anotó su primer gol en el profesionalismo colombiano dándole la victoria de 1 a 0 a su equipo. El 31 de julio de 2012 hizo su debut en Copa Sudamericana enfrentando a Unión Comercio en el empate de 0 a 0.

### Deportes Tolima
El 15 de enero de 2015 se oficializó su llegada al Deportes Tolima. El 31 de enero debutó en la goleada de 4 a 1 sobre Boyacá Chicó por la primera fecha del Torneo Apertura. Marcó su primer gol para el cuadro vinotinto el 28 de febrero de 2015 en la victoria de 1 a 0 sobre La Equidad. 

### Atlético Nacional
El 29 de junio de 2016 fichó por Atlético Nacional, a petición del DT Reinaldo Rueda. Un mes después levantó el título de campeón de la Copa Libertadores. A lo largo de su estadía en el cuadro verde, Uribe destacó como una de sus principales figuras.

### América
El 1 de agosto de 2017 es oficializado como nuevo jugador del América de la Primera División de México. El 8 de agosto debuta por la Copa México en la victoria 2 a 1 sobre Potros UAEM jugando los últimos 34 minutos. Su primer gol lo marca el 30 de septiembre, dándole la victoria a su club 2 por 1 en casa del Toluca. Su primer doblete con el club lo hace el 13 de febrero en la victoria 4 a 1 sobre Monarcas Morelia saliendo como la figura del partido. El 21 de febrero marca sus primeros dos goles en la Concacaf Champions League 2018 en la goleada 5 por 1 como visitantes sobre Deportivo Saprissa. El 10 de marzo marca los dos goles para darle la victoria a su club 2 por 0 sobre León. Vuelve y marca doblete el 2 de mayo en la goleada 4 por 1 como visitantes en casa de los Pumas UNAM, saliendo como la figura del partido por los cuartos de final (ida) de la Liga.

### Porto
El 4 de agosto de 2019 se hizo oficial su traspaso al FC Porto de la Primera División de Portugal en una operación que rondó los 12 millones de euros por un contrato de 4 temporadas con el club portugués. Debuta el 13 de agosto por la fase previa de la Liga de Campeones en la que caen eliminados luego de perder 2-3 con Krasnodar, Mateus entraría en el segundo tiempo. Su debut en la Primeira Liga lo hace el 17 de agosto en la goelada 4 por 0 sobre Vitória Setúbal jugando todo el partido. Su primer gol lo marca en la última fecha de la Liga cuando ya eran campeones, lo marca al minuto seis del encuentro para el 1-0 parcial, en la misma jugada saldría lesionado de la rodilla, al final perderían 2-1 en su visita al Sporting Braga.
El 9 de diciembre marca su primer gol en la Champions League sentenciando la victoria 2 por 0 como visitantes ante Olympiakos sellando la clasificación a los octavos de final del torneo.

## Selección nacional

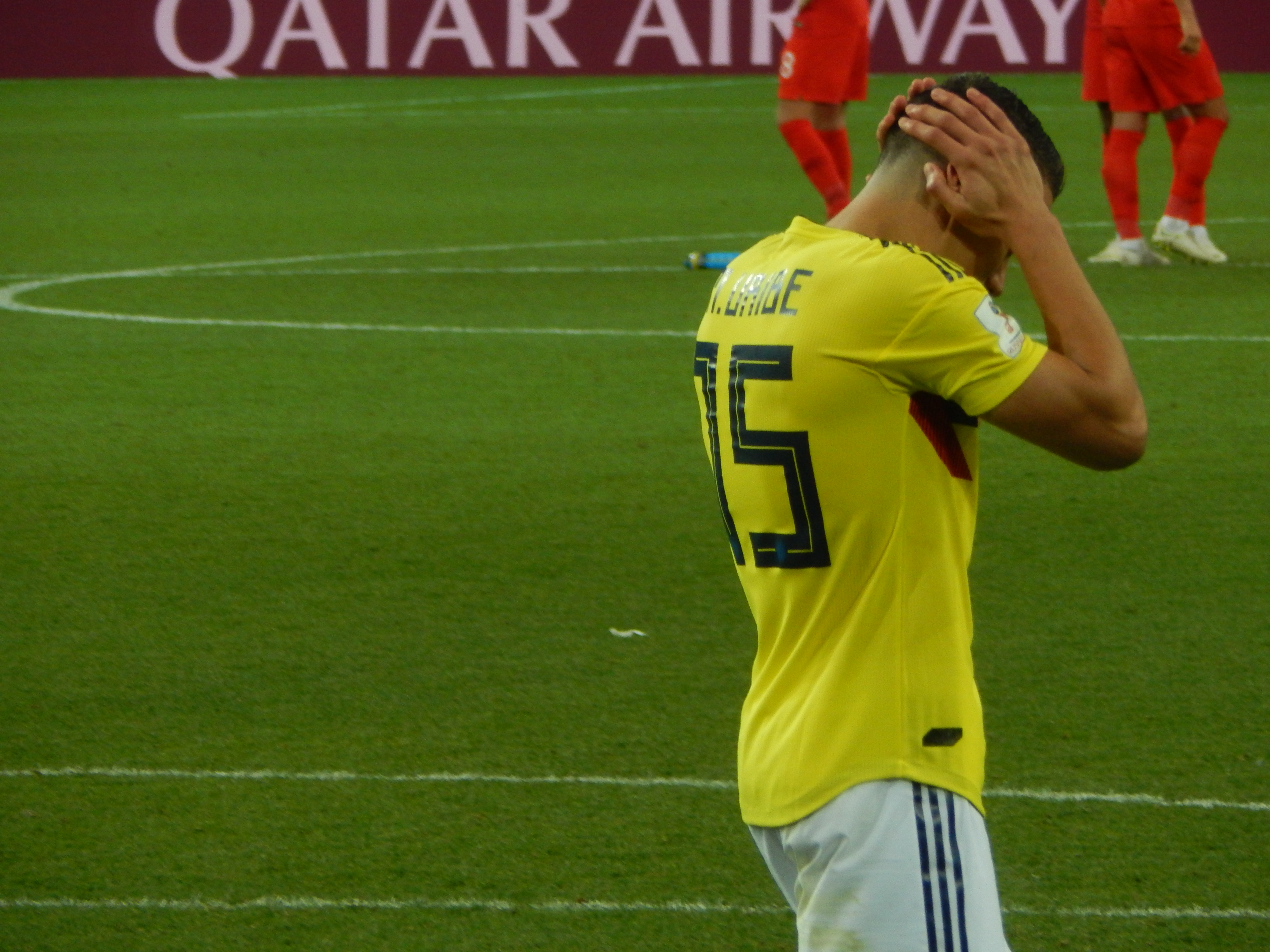
Mateus después de tirar uno de los penales en Rusia 2018.

Debutó en la selección mayor el 26 de enero de 2017 en amistoso frente a Brasil en el que caerían derrotados por la mínima. Su debut oficial sería el 23 de marzo como titular en la victoria por la mínima frente a Bolivia por las Eliminatorias jugando 63 minutos al ser reemplazado por Duván Zapata.
El 14 de mayo de 2018 fue incluido por el entrenador José Pekerman en la lista preliminar de 35 jugadores para disputar la Copa Mundial de Fútbol de 2018. Finalmente quedaría seleccionado en la lista de 23 jugadores, debutaría en el Mundial 2018 el 24 de junio ingresando en el primer tiempo por la lesión de Abel Aguilar en la goleada 3-0 sobre Polonia teniendo una destacada actuación. Al final caerían eliminados en octavos de final por penales frente a Inglaterra, Mateus sería uno de los que erraría en la tanda.
El 30 de mayo queda seleccionado en la lista final de 23 jugadores que disputaran la Copa América 2019 en Brasil. Sus primeros dos goles con los marcó el 9 de junio en la victoria 3-0 contra Perú en el Estadio Nacional, siendo la gran figura del partido. El 3 de junio de 2021 marcó en la goleada de Colombia 0-3 sobre Perú por las Eliminatorias a Catar 2022.

### Participaciones enEliminatorias al Mundial
| Eliminatoria                               | Sede del Mundial                | Posición               | Resultado   | PJ | GA | Asis |
| ------------------------------------------ | ------------------------------- | ---------------------- | ----------- | -- | -- | ---- |
| Eliminatorias Mundial de Rusia 2018        | Rusia                           | 4°lugar 27pts          | Clasificado | 2  | 0  | 0    |
| Eliminatorias Mundial de Catar 2022        | Catar                           | 6°lugar 23pts          | Eliminado   | 13 | 2  | 0    |
| Eliminatorias Mundial de Norteamérica 2026 | Estados Unidos, México y Canadá | 6°lugar 22pts          | En disputa  | 7  | 1  | 0    |
| Total en Eliminatorias                     | Total en Eliminatorias          | Total en Eliminatorias | 1/2         | 22 | 2  | 0    |

### Participaciones enCopas del Mundo
| Mundial               | Sede  | Resultado        | PJ | GA | Asis |
| --------------------- | ----- | ---------------- | -- | -- | ---- |
| Mundial de Rusia 2018 | Rusia | Octavos de final | 3  | 0  | 0    |

### Participaciones enCopas América
| Torneo                 | Sede                   | Resultado              | PJ | GA | Asis |
| ---------------------- | ---------------------- | ---------------------- | -- | -- | ---- |
| Copa América 2019      | Brasil                 | Cuartos de final       | 3  | 0  | 0    |
| Copa América 2021      | Brasil                 | Tercer lugar           | 3  | 0  | 0    |
| Copa América 2024      | Estados Unidos         | Subcampeón             | 6  | 0  | 0    |
| Total en Copas América | Total en Copas América | Total en Copas América | 12 | 0  | 0    |

### Goles internacionales
| # | Fecha                   | Lugar                                         | Rival   | Gol   | Resultado | Competición                |
| - | ----------------------- | --------------------------------------------- | ------- | ----- | --------- | -------------------------- |
| 1 | 9 de junio de 2019      | Estadio Monumental, Lima, Perú                | Perú    | 0 - 1 | 0 - 3     | Amistoso                   |
| 2 | 9 de junio de 2019      | Estadio Monumental, Lima, Perú                | Perú    | 0 - 2 | 0 - 3     | Amistoso                   |
| 3 | 19 de noviembre de 2019 | Red Bull Arena, Nueva Jersey, Estados Unidos  | Ecuador | 0 - 1 | 0 - 1     | Amistoso                   |
| 4 | 3 de junio de 2021      | Estadio Nacional, Lima, Perú                  | Perú    | 0 - 2 | 0 - 3     | Eliminatorias Mundial 2022 |
| 5 | 24 de marzo de 2022     | Estadio Metropolitano, Barranquilla, Colombia | Bolivia | 3 - 0 | 3 - 0     | Eliminatorias Mundial 2022 |
| 6 | 12 de octubre de 2023   | Estadio Metropolitano, Barranquilla, Colombia | Uruguay | 2 - 1 | 2 - 2     | Eliminatorias Mundial 2026 |

## Estadísticas

### Clubes
Actualizado al último partido disputado el 18 de mayo de 2025.
| Club                              | Div.          | Temporada     | Liga  | Liga  | Liga   | Copas nacionales | Copas nacionales | Copas nacionales | Copas internacionales | Copas internacionales | Copas internacionales | Total | Total | Total  |
| Club                              | Div.          | Temporada     | Part. | Goles | Asist. | Part.            | Goles            | Asist.           | Part.                 | Goles                 | Asist.                | Part. | Goles | Asist. |
| --------------------------------- | ------------- | ------------- | ----- | ----- | ------ | ---------------- | ---------------- | ---------------- | --------------------- | --------------------- | --------------------- | ----- | ----- | ------ |
| C. D. Deportivo Español Argentina | 3.ª           | 2010-11       | 9     | 2     | 0      | —                | —                | —                | —                     | —                     | —                     | 9     | 2     | 0      |
| C. D. Deportivo Español Argentina | Total club    | Total club    | 9     | 2     | 0      | 0                | 0                | 0                | 0                     | 0                     | 0                     | 9     | 2     | 0      |
| Envigado F. C. · Colombia         | 1.ª           | 2012          | 30    | 1     | 0      | 5                | 2                | 0                | 4                     | 0                     | 0                     | 39    | 3     | 0      |
| Envigado F. C. · Colombia         | 1.ª           | 2013          | 28    | 3     | 0      | 4                | 1                | 0                | —                     | —                     | —                     | 32    | 4     | 0      |
| Envigado F. C. · Colombia         | 1.ª           | 2014          | 29    | 3     | 0      | 2                | 0                | 0                | —                     | —                     | —                     | 31    | 3     | 0      |
| Envigado F. C. · Colombia         | Total club    | Total club    | 87    | 7     | 0      | 11               | 3                | 0                | 4                     | 0                     | 0                     | 102   | 10    | 0      |
| Deportes Tolima · Colombia        | 1.ª           | 2015          | 32    | 2     | 2      | 7                | 1                | 0                | 3                     | 0                     | 0                     | 42    | 3     | 2      |
| Deportes Tolima · Colombia        | 1.ª           | 2016          | 16    | 7     | 0      | 5                | 3                | 0                | —                     | —                     | —                     | 21    | 10    | 0      |
| Deportes Tolima · Colombia        | Total club    | Total club    | 48    | 9     | 2      | 12               | 4                | 0                | 3                     | 0                     | 0                     | 63    | 13    | 2      |
| Atlético Nacional · Colombia      | 1.ª           | 2016          | 6     | 1     | 1      | 8                | 0                | 0                | 7                     | 1                     | 0                     | 21    | 2     | 1      |
| Atlético Nacional · Colombia      | 1.ª           | 2017          | 17    | 5     | 3      | —                | —                | —                | 4                     | 1                     | 1                     | 21    | 6     | 4      |
| Atlético Nacional · Colombia      | 1.ª           | 2025          | 10    | 0     | 2      | 2                | 0                | 0                | 3                     | 0                     | 0                     | 15    | 0     | 2      |
| Atlético Nacional · Colombia      | Total club    | Total club    | 33    | 6     | 6      | 10               | 0                | 0                | 14                    | 2                     | 1                     | 57    | 8     | 7      |
| Club América · México             | 1.ª           | 2017-18       | 30    | 11    | 2      | 3                | 0                | 0                | 5                     | 3                     | 0                     | 38    | 14    | 2      |
| Club América · México             | 1.ª           | 2018-19       | 33    | 3     | 8      | 7                | 0                | 0                | 1                     | 0                     | 0                     | 41    | 3     | 8      |
| Club América · México             | 1.ª           | 2019-20       | 2     | 1     | 0      | —                | —                | —                | —                     | —                     | —                     | 2     | 1     | 0      |
| Club América · México             | Total club    | Total club    | 65    | 15    | 10     | 10               | 0                | 0                | 6                     | 3                     | 0                     | 81    | 18    | 10     |
| F. C. Oporto Portugal             | 1.ª           | 2019-20       | 26    | 1     | 1      | 7                | 0                | 0                | 8                     | 0                     | 0                     | 41    | 1     | 1      |
| F. C. Oporto Portugal             | 1.ª           | 2020-21       | 31    | 4     | 1      | 6                | 0                | 1                | 9                     | 1                     | 1                     | 46    | 5     | 3      |
| F. C. Oporto Portugal             | 1.ª           | 2021-22       | 25    | 1     | 2      | 5                | 2                | 0                | 8                     | 1                     | 0                     | 38    | 4     | 2      |
| F. C. Oporto Portugal             | 1.ª           | 2022-23       | 31    | 4     | 0      | 13               | 0                | 2                | 7                     | 1                     | 0                     | 51    | 5     | 2      |
| F. C. Oporto Portugal             | Total club    | Total club    | 113   | 10    | 4      | 31               | 2                | 3                | 30                    | 3                     | 1                     | 176   | 15    | 8      |
| Al-Sadd S. C. Catar               | 1.ª           | 2023-24       | 9     | 0     | 1      | 4                | 1                | 0                | 9                     | 1                     | 0                     | 22    | 2     | 1      |
| Al-Sadd S. C. Catar               | 1.ª           | 2024-25       | 6     | 0     | 1      | —                | —                | —                | 5                     | 1                     | 0                     | 11    | 1     | 1      |
| Al-Sadd S. C. Catar               | Total club    | Total club    | 15    | 0     | 2      | 4                | 1                | 0                | 14                    | 2                     | 0                     | 33    | 3     | 2      |
| Total carrera                     | Total carrera | Total carrera | 370   | 49    | 24     | 78               | 10               | 3                | 71                    | 10                    | 2                     | 519   | 69    | 29     |

### Selección
Actualizado al último partido disputado el 10 de octubre de 2024.
| Selección           | Año   | Amistosos | Amistosos | Amistosos | Mundial | Mundial | Mundial | Sudamérica | Sudamérica | Sudamérica | Total | Total | Total |
| Selección           | Año   | Part.     | Goles     | Asis.     | Part.   | Goles   | Asis.   | Part.      | Goles      | Asis.      | Part. | Goles | Asis. |
| ------------------- | ----- | --------- | --------- | --------- | ------- | ------- | ------- | ---------- | ---------- | ---------- | ----- | ----- | ----- |
| Absoluta · Colombia | 2017  | 3         | 0         | 0         | —       | —       | —       | 2          | 0          | 0          | 5     | 0     | 0     |
| Absoluta · Colombia | 2018  | 7         | 0         | 0         | 3       | 0       | 0       | —          | —          | —          | 10    | 0     | 0     |
| Absoluta · Colombia | 2019  | 8         | 3         | 0         | —       | —       | —       | 3          | 0          | 0          | 11    | 3     | 0     |
| Absoluta · Colombia | 2020  | —         | —         | —         | —       | —       | —       | 2          | 0          | 0          | 2     | 0     | 0     |
| Absoluta · Colombia | 2021  | —         | —         | —         | —       | —       | —       | 11         | 1          | 0          | 11    | 1     | 0     |
| Absoluta · Colombia | 2022  | 1         | 0         | 2         | —       | —       | —       | 3          | 1          | 0          | 4     | 1     | 2     |
| Absoluta · Colombia | 2023  | 4         | 0         | 0         | —       | —       | —       | 6          | 1          | 0          | 10    | 1     | 0     |
| Absoluta · Colombia | 2024  | 2         | 0         | 0         | —       | —       | —       | 7          | 0          | 0          | 9     | 0     | 0     |
| Total               | Total | 25        | 3         | 2         | 3       | 0       | 0       | 34         | 3          | 0          | 62    | 6     | 2     |

## Palmarés

### Títulos nacionales
| Título                  | Club              | País     | Año  |
| ----------------------- | ----------------- | -------- | ---- |
| Copa Colombia           | Atlético Nacional | Colombia | 2016 |
| Primera A               | Atlético Nacional | Colombia | 2017 |
| Liga MX                 | Club América      | México   | 2018 |
| Copa México             | Club América      | México   | 2019 |
| Campeón de Campeones    | Club América      | México   | 2019 |
| Primeira Liga           | F. C. Oporto      | Portugal | 2020 |
| Copa de Portugal        | F. C. Oporto      | Portugal | 2020 |
| Supercopa de Portugal   | F. C. Oporto      | Portugal | 2020 |
| Primeira Liga           | F. C. Oporto      | Portugal | 2022 |
| Copa de Portugal        | F. C. Oporto      | Portugal | 2022 |
| Supercopa de Portugal   | F. C. Oporto      | Portugal | 2022 |
| Copa de la Liga         | F. C. Oporto      | Portugal | 2023 |
| Copa de Portugal        | F. C. Oporto      | Portugal | 2023 |
| Liga de fútbol de Catar | Al-Sadd S. C.     | Catar    | 2024 |
| Copa del Emir de Catar  | Al-Sadd S. C.     | Catar    | 2024 |
| Superliga de Colombia   | Atlético Nacional | Colombia | 2025 |

### Títulos internacionales
| Título              | Club              | País     | Año  |
| ------------------- | ----------------- | -------- | ---- |
| Copa Libertadores   | Atlético Nacional | Colombia | 2016 |
| Recopa Sudamericana | Atlético Nacional | Colombia | 2017 |